# غافين فلويد
غافين فلويد (بالإنجليزية: Gavin Floyd)‏ هو لاعب كرة قاعدة أمريكي، ولد في 27 يناير 1983 في أنابولس في الولايات المتحدة.

## وصلات خارجية
- غافين فلويد على موقع دوري كرة القاعدة الرئيسي (الإنجليزية)
- غافين فلويد على موقعبيزبول رفرنس.كوم (الدوري الرئيسي) (الإنجليزية)
- غافين فلويد على موقعبيزبول رفرنس.كوم (الدوري الثانوي) (الإنجليزية)
- غافين فلويد على موقع إي إس بي إن.كوم (أم.أل.بي) (الإنجليزية)
- غافين فلويد على موقع مشجعي الرسوم البيانية (الإنجليزية)